# Apatania avyddhagada
Apatania avyddhagada är en nattsländeart som beskrevs av Schmid 1968. Apatania avyddhagada ingår i släktet Apatania och familjen Apataniidae. Inga underarter finns listade i Catalogue of Life.